# Quadrant abdominal
Pour les articles homonymes, voir Quadrant.

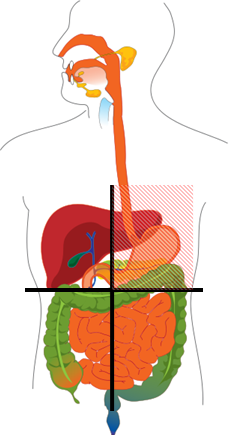
Division de l'abdomen en 4 parties.

Les quadrants abdominaux sont les 4 parties divisant l'abdomen en vue antérieure. Ces quadrants sont fréquemment utilisés pour des diagnostics et la localisation de douleurs. En imaginant deux droites orthogonales dont l'intersection est l'ombilic, on obtient 4 quadrants de la région abdominopelvienne.  
Ces quadrants sont nommés en fonction de leur situation par rapport au point d'origine (Ombilic).
Ces quadrants sont : 
- Le quadrant supérieur droit (QSD ou RUQ en anglais)
- Le quadrant supérieur gauche (QSG ou LUQ en anglais)
- Le quadrant inférieur droit (QID ou RLQ en anglais)
- Le quadrant inférieur gauche (QIG ou LLQ en anglais)

Les quadrants abdominaux ne sont pas à confondre avec les régions abdominales, qui consistent en 9 régions différentes. Ces quadrants sont un outil utile au diagnostic de certaines pathologies. Certaines pathologies et conditions causent des douleurs situées seulement dans certains quadrants permettant au médecin de trouver l'origine de la douleur et pouvoir la traiter (thérapie, chirurgie, ...). 
L'appendicite est un exemple de condition pouvant être diagnostiquée en utilisant les quadrants abdominaux. Cette inflammation aiguë provoque une douleur intense dans le quadrant inférieur droit (RLQ). Néanmoins, dans beaucoup de situations, une douleur abdominale peut résulter d'un désordre ou d'une condition venant d'une région différente. Par exemple, la pneumonie ou certaines pathologies cardiaques (situés dans la cavité thoracique !) peuvent également provoquer des douleurs abdominales. On parle alors de douleur réflective (ou référée, de l'anglais referred pain).